# Masters de Roma 2014
El Internazionali BNL d'Italia de 2014 (también conocido como el Italian Open 2014) es un torneo de tenis que se juega en canchas de arcilla al aire libre en el Foro Itálico de Roma, Italia. Es la 71.ª edición del Abierto de Italia y se clasifica como un ATP Masters 1000 y WTA Premier 5 en el 2014 WTA. Se lleva a cabo del 12 al 18 de mayo de 2014.

## Puntos y premios en efectivo

### Distribución de puntos
| Evento                 | G    | F   | SF  | CF  | Ronda de 16 | Ronda de 32 | Ronda de 64 | Q  | Q2 | Q1 |
| Individuales Masculino | 1000 | 600 | 360 | 180 | 90          | 45          | 10          | 25 | 16 | 0  |
| Dobles Masculino       | 1000 | 600 | 360 | 180 | 90          | 0           | —           | —  | —  | —  |
| Individuales Femenino  | 900  | 585 | 350 | 190 | 105         | 60          | 1           | 30 | 20 | 1  |
| Dobles Femenino        | 900  | 585 | 350 | 190 | 105         | 1           | —           | —  | —  | —  |

### Premios en efectivo
| Evento                 | G        | F        | SF       | CF      | Ronda de 16 | Ronda de 32 | Ronda de 64 | Q2     | Q1     |
| Individuales Masculino | €549,000 | €269,150 | €135,480 | €68,890 | €35,775     | €18,860     | €10,185     | €2,345 | €1,195 |
| Individuales Femenino  | €387,130 | €193,190 | €96,595  | €44,500 | €22,060     | €11,323     | €5,820      | €3,239 | €1,666 |
| Dobles Masculino       | €170,000 | €83,240  | €41,750  | €21,430 | €11,080     | €5,840      | —           | —      | —      |
| Dobles Femenino        | €110,770 | €55,948  | €22,694  | €13,940 | €7,040      | €3,489      | —           | —      | —      |

## Cabezas de serie

### Individuales masculino

#### cabeza de series
| Semb. | Rk. | Jugador            | Puntos Antes | Puntos a Defender | Puntos Ganados | Puntos Después | Actuación en el Torneo                           |
| ----- | --- | ------------------ | ------------ | ----------------- | -------------- | -------------- | ------------------------------------------------ |
| 1     | 1   | Rafael Nadal       | 12,900       | 1,000             | 600            | 12,500         | Final, perdió ante Novak Djokovic                |
| 2     | 2   | Novak Djokovic     | 11,030       | 180               | 1,000          | 11,850         | Campeón, venció a Rafael Nadal                   |
| 3     | 3   | Stanislas Wawrinka | 5,785        | 45                | 90             | 5,830          | Tercera ronda, perdió ante Tommy Haas [15]       |
| 4     | 4   | Roger Federer      | 5,715        | 600               | 10             | 5,125          | Segunda ronda, perdió ante Jeremy Chardy         |
| 5     | 5   | David Ferrer       | 5,030        | 180               | 180            | 5.030          | Cuartos de final, perdió ante Novak Djokovic [2] |
| 6     | 6   | Tomáš Berdych      | 4,600        | 360               | 90             | 4,330          | Tercera ronda, perdió ante Grigor Dimitrov [12]  |
| 7     | 8   | Andy Murray        | 3,950        | 10                | 360            | 4,300          | Cuartos de final, perdió ante Rafael Nadal [1]   |
| 8     | 9   | Milos Raonic       | 2,625        | 10                | 360            | 2,975          | Semifinales, perdió ante Novak Djokovic          |
| 9     | 10  | John Isner         | 2,600        | 10                | 10             | 2,600          | Segunda ronda, perdió ante Jurgen Melzer [PR]    |
| 10    | 12  | Kei Nishikori      | 2,860        | 45                | 0              | 2,815          | Se retiró antes de la primera ronda.             |
| 11    | 13  | Jo-Wilfried Tsonga | 2,235        | 10                | 90             | 2,315          | Tercera ronda, perdió ante Milos Raonic [8]      |
| 12    | 14  | Grigor Dimitrov    | 2,200        | 45                | 360            | 2,525          | Semifinales, perdió ante Rafael Nadal            |
| 13    | 15  | Fabio Fognini      | 2,190        | 45                | 10             | 2,155          | Primera ronda, perdió ante Lukáš Rosol           |
| 14    | 16  | Mijaíl Yuzhny      | 2,020        | 45                | 90             | 2,065          | Tercera ronda, perdió ante Rafael Nadal [1]      |
| 15    | 17  | Tommy Haas         | 1,835        | 10                | 180            | 2,005          | Cuartos de final, perdió ante Grigor Dimitrov    |
| 16    | 18  | Tommy Robredo      | 1,855        | 0                 | 45             | 1,900          | Segunda ronda, perdió ante Philipp Kohlschreiber |

#### Bajas masculinas
| Ranking | Jugador               | Puntos Antes | Puntos a Defender | Puntos Ganados | Puntos Después | Baja debido a        |
| ------- | --------------------- | ------------ | ----------------- | -------------- | -------------- | -------------------- |
| 7       | Juan Martín del Potro | 4,215        | 0                 | 0              | 4,215          | Lesión en la muñeca  |
| 11      | Richard Gasquet       | 2,545        | 10                | 0              | 2,535          | Lesión en la espalda |

- Ranking actualizado al 12 de mayo de 2014, los cabeza de series se hacen en base al ranking del 5 de mayo de 2014.

### Dobles masculino
| Tenistas                             | Ranking | Preclasificado |
| Bob Bryan Mike Bryan                 | 2       | 1              |
| Alexander Peya Bruno Soares          | 6       | 2              |
| Ivan Dodig Marcelo Melo              | 11      | 3              |
| David Marrero Fernando Verdasco      | 19      | 4              |
| Nicolas Mahut Édouard Roger-Vasselin | 25      | 5              |
| Daniel Nestor Nenad Zimonjić         | 29      | 6              |
| Łukasz Kubot Robert Lindstedt        | 34      | 7              |
| Rohan Bopanna Aisam-ul-Haq Qureshi   | 41      | 8              |

### Individuales femeninos

#### Sembradas
Las sembradas están hechas en base al Ranking del 5 de mayo de 2014. El Ranking está actualizado a la fecha del 12 de mayo de 2014.
| Semb. | Rank. | Jugadora             | Puntos Antes | Puntos a Defender | Puntos Ganados | Puntos Después | Actuación en el Torneo                            |
| ----- | ----- | -------------------- | ------------ | ----------------- | -------------- | -------------- | ------------------------------------------------- |
| 1     | 1     | Serena Williams      | 11,590       | 900               | 900            | 11,590         | Campeona, venció a Sara Errani                    |
| 2     | 2     | Na Li                | 7,475        | 125               | 190            | 7,540          | Cuartos de final, perdió ante Sara Errani [10]    |
| 3     | 3     | Agnieszka Radwańska  | 6,290        | 1                 | 190            | 6,479          | Cuartos de final, perdió ante Jelena Janković [6] |
| 4     | 5     | Simona Halep         | 5,340        | 425               | 105            | 5,020          | Tercera ronda, retiro Madison Keys                |
| 5     | 6     | Petra Kvitová        | 4,605        | 125               | 1              | 4,480          | Segunda ronda, perdió ante Shuai Zhang            |
| 6     | 8     | Jelena Janković      | 4,130        | 225               | 350            | 4,255          | Semefinales vs, perdió ante Sara Errani [10]      |
| 7     | 9     | Angelique Kerber     | 3,770        | 0                 | 1              | 3,771          | Segunda ronda, perdió ante Petra Cetkovská [Q]    |
| 8     | 7     | María Sharápova      | 4,261        | 225               | 105            | 4,141          | Tercera ronda, pierde ante Ana Ivanović [11]      |
| 9     | 10    | Dominika Cibulková   | 3,760        | 125               | 1              | 3,636          | Primera ronda, perdió ante Camila Giorgi [WC]     |
| 10    | 11    | Sara Errani          | 3,400        | 395               | 585            | 3,590          | Final, perdió ante Serena Williams                |
| 11    | 13    | Ana Ivanovic         | 3,230        | 1                 | 350            | 3,579          | Semifinales, perdió ante Serena Williams [1]      |
| 12    | 12    | Flavia Pennetta      | 3,300        | 1                 | 105            | 3,404          | Tercera ronda, perdió ante Jelena Janković [6]    |
| 13    | 14    | Carla Suárez Navarro | 2,820        | 225               | 190            | 2,785          | Cuartos de final, perdió ante Ana Ivanovic [11]   |
| 15    | 17    | Sabine Lisicki       | 2,625        | 70                | 1              | 2,555          | Primera ronda, perdió ante Samantha Stosur        |
| 16    | 16    | Sloane Stephens      | 2,665        | 125               | 60             | 2,600          | Segunda ronda, perdió ante Varvara Lepchenko      |
| 17    | 20    | Eugenie Bouchard     | 2,540        | 0                 | 1              | 2,541          | Primera ronda, perdió ante Francesca Schiavone    |

#### Bajas femeninas
| Ranking | Jugadora           | Puntos Antes | Puntos a Defender | Puntos Ganados | Puntos Después | Baja debido a        |
| ------- | ------------------ | ------------ | ----------------- | -------------- | -------------- | -------------------- |
| 4       | Victoria Azarenka  | 5,361        | 620               | 0              | 4,741          | Lesión en el pie     |
| 15      | Caroline Wozniacki | 2,790        | 1                 | 0              | 2,789          | Lesión de la rodilla |

### Dobles femeninos
| Tenista                               | Ranking | Preclasificada |
| Hsieh Su-wei Peng Shuai               | 3       | 1              |
| Sara Errani Roberta Vinci             | 6       | 2              |
| Yekaterina Makarova Yelena Vesnina    | 11      | 3              |
| Květa Peschke Katarina Srebotnik      | 17      | 4              |
| Cara Black Sania Mirza                | 17      | 5              |
| Raquel Kops-Jones Abigail Spears      | 30      | 6              |
| Alla Kudryavtseva Anastasia Rodionova | 38      | 7              |
| Julia Görges Anna-Lena Grönefeld      | 43      | 8              |

## Campeones

### Individuales masculinos
Novak Djokovic venció a  Rafael Nadal por 4-6, 6-3, 6-3

### Individuales femeninos
Serena Williams venció a  Sara Errani por 6-3, 6-0

### Dobles masculinos
Daniel Nestor /  Nenad Zimonjić vencieron a  Robin Haase /  Feliciano López por 6-4, 7-6(2)

### Dobles femeninos
Květa Peschke /  Katarina Srebotnik vencieron a  Sara Errani /  Roberta Vinci por 4-0, ret.